# Don Bosco Sint-Pieters (Gent)
Don Bosco Sint-Pieters, Don Bosco Gent - Campus Sint-Pieters of kortweg Sint-Pieters, tot 2022 gekend als het Sint-Pietersinstituut, is een katholieke school voor algemeen secundair onderwijs in de stad Gent. Sint-Pieters biedt ook lager en kleuteronderwijs aan en beschikt over een kleinschalig internaat voor meisjes. De middelbare school maakt deel uit van de scholengemeenschap "De Bron" en de inrichtende macht is het Onderwijscentrum Don Bosco in Oud-Heverlee.

## Geschiedenis
De eerste steen van het neogotische schoolcomplex werd in 1906 gelegd in de (toen nog landelijke) wijk waar later het station zou verrijzen. De school, die zich vlak aan het station Gent-Sint-Pieters bevindt, ging in 1908 van start als meisjespensionaat van de Dames de l'Instruction Chrétienne (Zusters van het Christelijk Onderwijs), die toen een gemeenschap vormden in de Gentse Doornzelestraat.
De school was oorspronkelijk Franstalig, gericht op een elite die in Vlaanderen Frans sprak. Vanaf 1963 werd door de taalwetgeving het onderwijs vernederlandst.
In 2008 vierde de school haar honderdjarig bestaan. Ter gelegenheid van haar 100-jarig bestaan stelde journalist Dirk Musschoot in 2008 de geschiedenis van de school te boek. Sint-Pieters voerde meer dan honderd jaar het motto van de congregatie "Gaudere et bene facere" ("Blij zijn en goed doen"). In 2015 werd dit motto vervangen door "Wijs in Gent".
Op 1 januari 2022 werd de vzw Sint-Pietersinstituut bestuurlijk overgenomen door het Don Bosco Onderwijscentrum vzw (DBOC). Het is daarmee een zusterschool van Don Boscocollege Zwijnaarde en Don Bosco Sint-Denijs-Westrem.

## Uniform
Don Bosco Sint-Pieters is, naast de Sint-Bavohumaniora een van de twee Gentse uniformscholen. Marineblauw en wit zijn de kleuren van de kledingcode en de leerlingen zijn in de volksmond dan ook gekend als "de blauwkes".

## Alumni
Bekende oud-leerlingen van de school zijn onder meer Katja Retsin, Annelies Storms, Sander Gillis, Lukas Lelie, Timon Verbeeck en Justine Bourgeus.